# Herrgottseiche (Giesel)
Die Herrgottseiche befindet sich auf dem Himmelsberg ca. 1,5 km westlich der Ortsmitte von Giesel im Westen des osthessischen Landkreises Fulda auf einer Höhe von 444 Metern NN. Es ist der höchste Punkt am Wallweg nach Kleinheiligkreuz. Der stark bewaldete Himmelsberg ist Naturschutzgebiet und ein beliebter Ausflugsort Fuldaer Einwohner.

## Standort
Die Eiche steht am alten Wallfahrtsweg von Giesel zur Wallfahrtskirche Kleinheiligkreuz. Von 1731 bis 1962 gehörte Kleinheiligkreuz zur Pfarrei Giesel und die Eiche ist noch heute Ziel von Wallfahrern und Wanderern. Sie steht am Kreuzungspunkt der alten Höhen- und Handelsstraßen Antsanvia und des keltischen Ortesweges.

## Geschichtliches
Die Herrgottseiche ist seit Jahrhunderten Orientierungspunkt und Wegweiser für viele Menschen in der Region Fulda, auch in religiöser Hinsicht.
Zur Zeit des Deutschen Nationalismus der Deutschen Revolution von 1848/49 und des Kulturkampfes war die Eiche ein politisches Symbol. Im 19. Jahrhundert hatte eine „Hermannseiche“ wie seinerzeit auch die vielen örtlichen „Kaisereichen“ symbolische Bedeutung. Mit dem Namen Hermannseiche ist der Baum zur Zeit des Kurfürstentums Hessen auf offiziellen Kartenwerken, Blatt Großenlüder von 1858, am „oberen Ingelberg“ verzeichnet. In der Volksfrömmigkeit blieb er über Jahrhunderte die „Herrgottseiche“.

## Kruzifix

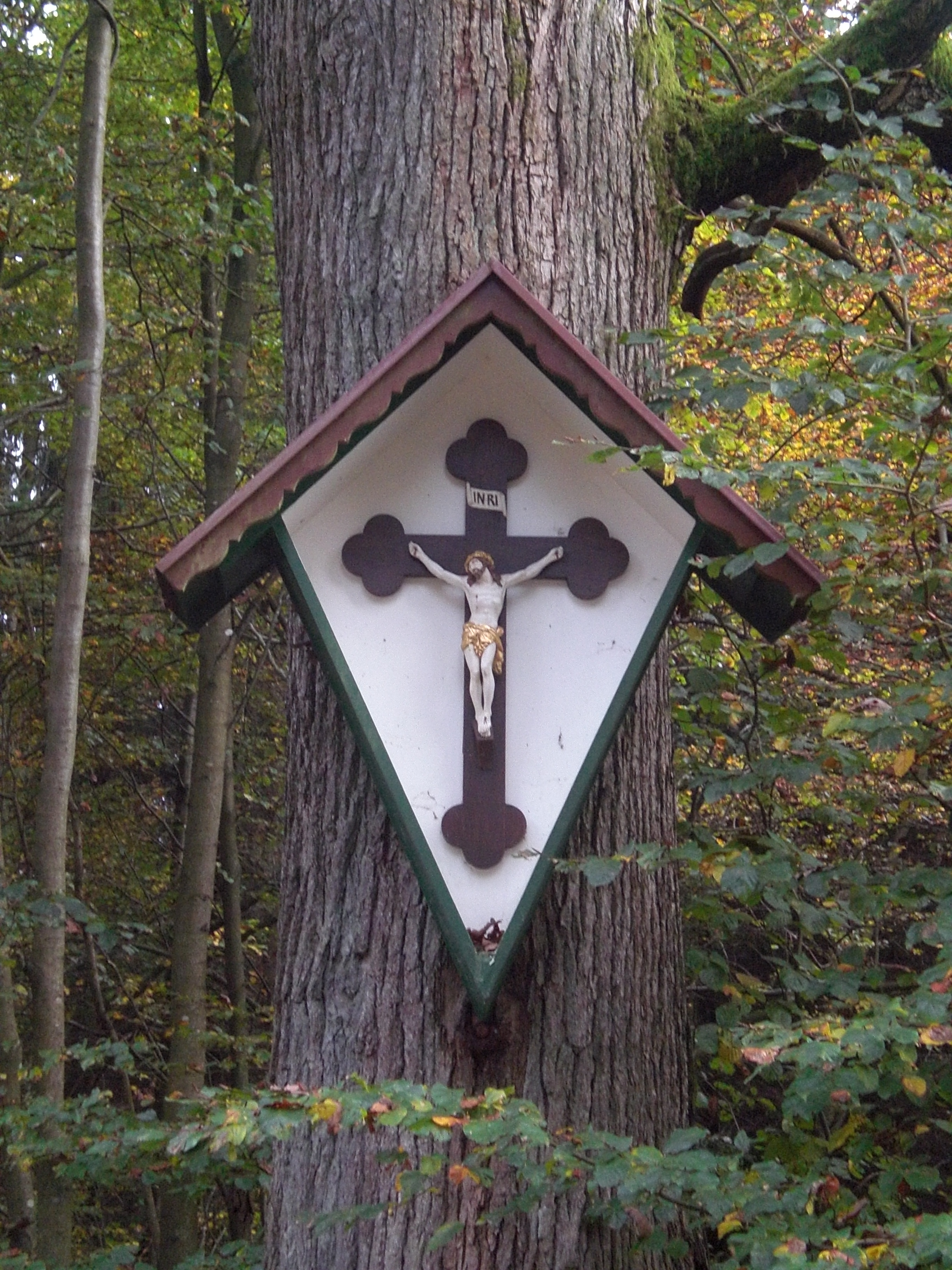
Das Kruzifix an der Herrgottseiche

Nachdem das frühere Kruzifix an der Herrgottseiche Anfang der 1970er Jahre gestohlen wurde, fertigte August Farnung, Schreinermeister aus Mittelrode, das heutige Kreuzbild an und hängte es am gleichen Platz auf. Witterungseinflüsse machten es immer wieder notwendig, das Kreuz zu renovieren. Bereits in den Jahren 1992 und 1999 wurde es von Manfred Balzer und Robert Sorg, beide aus Giesel, mit einem neuen Anstrich versehen. Dabei wurde das stark verrottete Schindeldach von 1975 durch ein Zinkblech ersetzt. Im Jahr 2020 waren erneut Sanierungsarbeiten erforderlich. Die verfaulten Seitenwangen sowie die Grundplatte wurden von Manfred Balzer ausgetauscht und das Kruxifix durch den Restaurator Robert Sorg farblich neu gefasst.
Kirchliche Segnung
Im Corona-Jahr 2020 anlässlich des Festes Kreuzerhöhung fand am 14. September 2020 gegen 19.30 Uhr die Segnung des restaurierten Kreuzes durch Pfarrer Christian Schmitt, Giesel, in Assistenz des Gieseler Diakons und angehenden Priesters Philipp Schöppner und zahlreichen Wallfahrern aus Giesel und Umgebung statt.

## Rettungspunkt

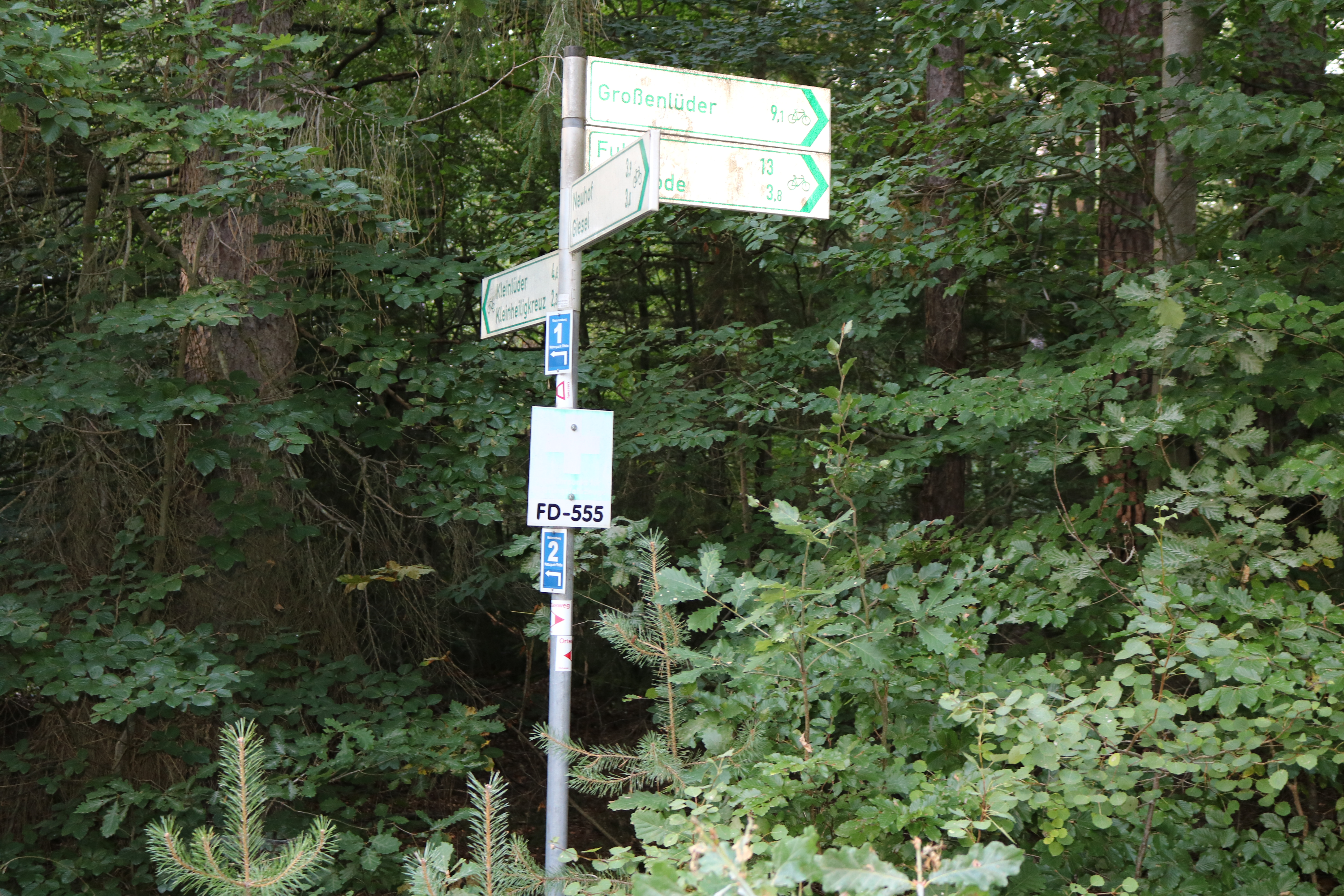
Rettungspunkt FD 555 „Herrgottseiche“

An der Herrgottseiche bei Giesel befindet sich der Rettungspunkt „FD 555“. Er die hessenweit definierte Anfahrtsstelle für Rettungsfahrzeuge. Die Rettungspunkte bilden den wesentlichen Bestandteil der Rettungskette-Forst und sind an markanten, gut erreichbaren Standorten im Wald sowie an daran angrenzenden Flächen gekennzeichnet. Sie dienen im Notfall als Treffpunkt für Rettungskräfte mit jener Person, die den Notruf abgesetzt hat. Rettungspunkte sind mit einem einheitlichen grünen Schild mit weißem Kreuz markiert und haben eine eindeutige Kennung: Sie besteht aus der Abkürzung des jeweiligen Landkreises und einer ein- bis vierstelligen Nummer. Im Notfall ist diese Kennung der Leitstelle zu nennen.

## Kreuzung von Martinsweg und Ortesweg

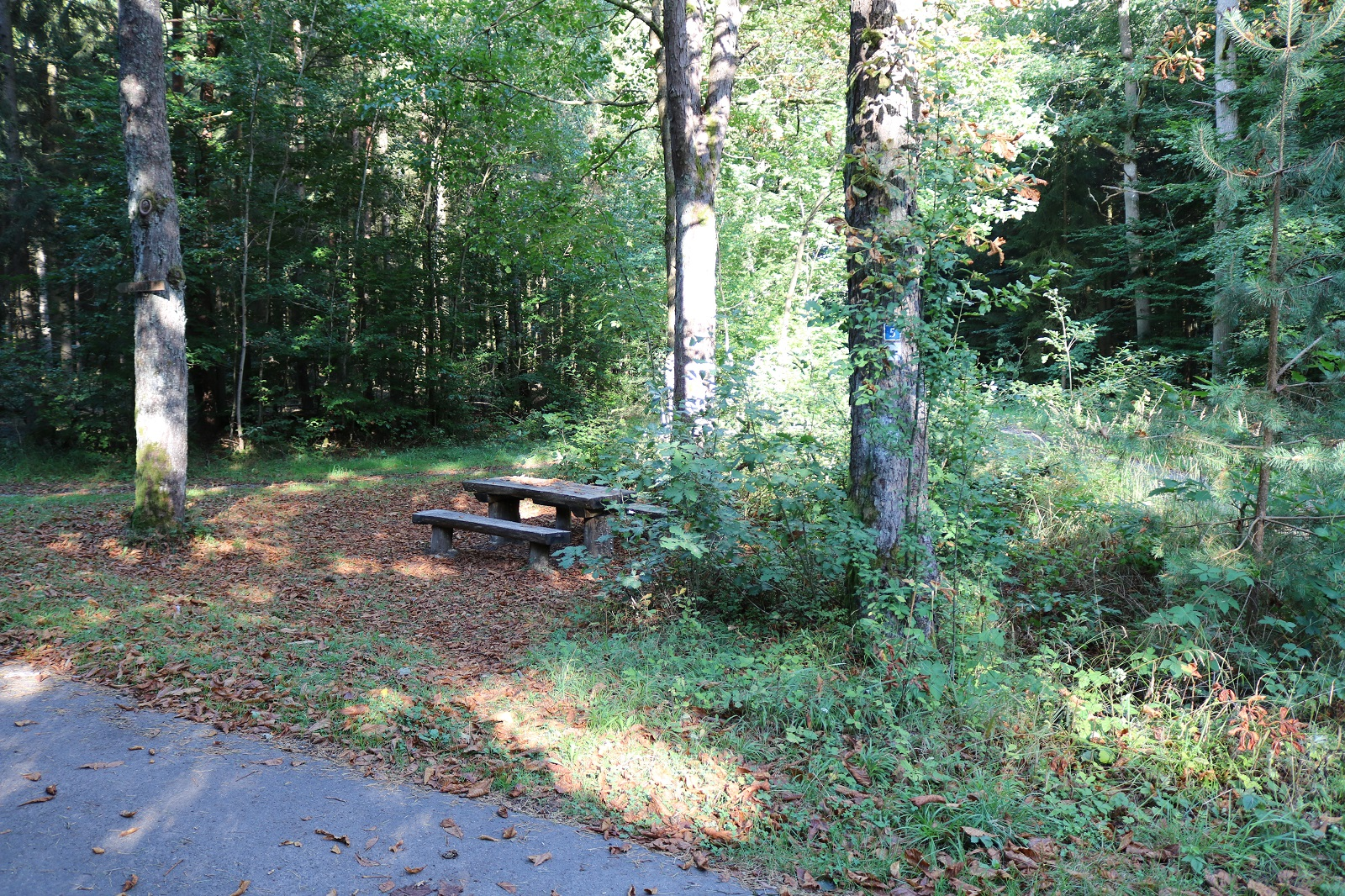
Sitzgruppe an der Abzweigung des Ortesweges

Der sogenannte Martinsweg über die Höhen am Himmelsberg bei Giesel war im Mittelalter und der frühen Neuzeit eine wichtige Handels- und Militärstraße im Heiligen Römischen Reich sowie ein Pilgerweg. Der hier kreuzende Ortesweg oder Ortesveca ist eine Altstraße, die schon zur Zeit der Kelten genutzt wurde.
An der Abzweigung des Ortesweges lädt eine von drei Kastanienbäumen umstandene Sitzgruppe zum Verweilen ein, gegenüber steht die Herrgottseiche. Wenige Meter in südlicher Richtung ist ein Trigonometrischer Punkt (Vermessungspunkt) der Landesvermessung markiert.